# Symfonie nr. 5 (Bolcom)
William Bolcom voltooide zijn Symfonie nr. 5 in 1989.
Het schrijven van deze vijfde symfonie ging niet zonder slag of stoot. De componist begon aan een nieuw werk, liet zich vervolgens afleiden en er kwam een geheel ander werk uit de bus. Zo ontstond zijn klarinetconcert, en ook muziek uit zijn opera McTeague vond haar oorsprong in de opzet van deze symfonie. In 1989 kon Bolcom zijn vijfde symfonie afronden. In tegenstelling tot die eerder genoemde werken die ontstaan zijn uit de opzet tot een symfonie, kwam deze symfonie nu juist tot stand uit een werk dat allesbehalve een symfonie zou moeten worden. De wereldpremière van dit werk was weggelegd voor een van de grote vijf orkesten binnen de Verenigde Staten, het Philadelphia Orchestra; de leiding had Dennis Russell Davies, de datum was 11 januari 1989.
De symfonie laat een lappendeken van stijlen horen. Er is klassieke muziek, klassieke muziek uit de 20e eeuw, minimal music en jazz te beluisteren. De volksmuziek wordt evenmin overgeslagen. Er is bijvoorbeeld de melodie van Daar komt de bruid te horen. Daarnaast passeren stijlen van Dmitri Sjostakovitsj (de ironie in de muziek) en Philip Glass de revue. Deel twee begint alsof er een aantal musici aan het oefenen zijn. Qua jazz zijn er fragmenten te horen die sterk doen denken aan de grote Amerikaanse showorkesten.
Bolcom orkestreerde het werk voor groot symfonieorkest, de totaalklank lijkt meer richting kamerorkest te gaan:
- 3 dwarsfluiten (III ook piccolo), 2 hobo's (II ook althobo), 3 klarinetten, (III ook es-klarinet, 3 fagotten (III ook contrafagot)
- 4 hoorns, 3 trompetten, 3 trombones, 1 tuba
- pauken, percussie, 1 harp
- violen, altviolen, celli, contrabassen